# برنارد جاج
برنارد جاج (انگلیسی: Bernard Judge; ۹ ژوئن ۱۹۳۱ – ۱۵ نوامبر ۲۰۲۱) معمار اهل ایالات متحده آمریکا بود.